# 梦之旅系列
梦之旅是一系列的冒险解谜游戏（AVG）。现在已推出4个游戏，分别为：《梦之旅：无尽的沉睡》、《梦之旅2：永恒的迷宫》、《梦之旅3：被选中的孩子》、《梦之旅4：天空之书》和《梦之旅5：水之书》。其中，首三个游戏属同一个故事，主角是法伊；《梦之旅4》和后续游戏属另一故事，主角是法伊的女儿——蕾拉。